# 南錫維爾 (新澤西州)
南錫維爾（英語：South Seaville）是位於美國新澤西州開普梅縣的普查規定居民點。

## 人口
根據2020年美國人口普查的數據，南錫維爾的面積為6.19平方千米，當中陸地面積為6.17平方千米，而水域面積為0.02平方千米。當地共有人口695人，而人口密度為每平方千米112.28人。